# Odjak
Odjak est un mot turc (ocak) à sens multiples qui désigne entre autres le foyer et la famille.

## Présentation
Historiquement, il a été utilisé à Constantinople pour désigner la milice des janissaires et différents corps d'armes existant à côté de cette « infanterie régulière », ainsi que les corps des janissaires occupant les trois Régences barbaresques de l'Empire ottoman (et parfois l'Égypte). Le terme finit par s'appliquer à ces États eux-mêmes, la dénomination des trois provinces étant garp odjaklari, les « odjaks de l'ouest ».
Dans la régence d'Alger, le terme Odjak avait une acception inconnue à Constantinople, et désignait de petites unités au sein d'un même corps de troupe, nommées orta à Constantinople.
Sa forme turque orientale otchag est utilisée sans changement en russe avec le sens de « foyer, foyer de famille, famille ».
Il a donné de nombreux toponymes comme les Odžak de Bosnie-Herzégovine et du Monténégro ou les Odžaci (forme plurielle) de Bosnie-Herzégovine et de Serbie.